# Sapareva Banja
Sapareva Banja (bulgariska: Сапарева Баня) är en ort i Bulgarien.   Den ligger i regionen Kjustendil, i den västra delen av landet, 50 km söder om huvudstaden Sofia. Sapareva Banja ligger 855 meter över havet och antalet invånare är 4 610.
Terrängen runt Sapareva Banja är kuperad norrut, men söderut är den bergig. Närmaste större samhälle är Dupnitsa, 12,5 km väster om Sapareva Banja.
I omgivningarna runt Sapareva Banja växer i huvudsak blandskog. Runt Sapareva Banja är det ganska glesbefolkat, med 43 invånare per kvadratkilometer.